# Santa Lucía de Tirajana
Santa Lucía de Tirajana település a Spanyolországhoz tartozó Kanári-szigeteken, Las Palmas tartományban. Santa Lucía de Tirajana Agüimes és San Bartolomé de Tirajana községekkel határos. Lakosainak száma 77 098 fő (2024).

## Népesség
A település népessége az elmúlt években az alábbi módon változott:
| Lakosok száma | 47 161 | 53 820 | 58 335 | 63 637 | 67 291 | 68 544 | 70 396 | 73 328 | 74 560 | 77 098 |
|               | 2001   | 2004   | 2007   | 2009   | 2012   | 2014   | 2017   | 2019   | 2022   | 2024   |